# Eulasiopalpus albipes
Eulasiopalpus albipes är en tvåvingeart som först beskrevs av Townsend 1913.  Eulasiopalpus albipes ingår i släktet Eulasiopalpus och familjen parasitflugor.
Artens utbredningsområde är Peru. Inga underarter finns listade i Catalogue of Life.